# Briqueterie de Claybank
La briqueterie de Claybank était une briqueterie de fabrication de briques à partir d'argile tiré d'une carrière sur le site même. Elle a été conservée dans le cadre du programme de conservation de l'héritage industriel de la Saskatchewan avec l'annonce officiel en tant que lieu historique national du Canada le 29 juin 1997. La briqueterie était en opération en 1912-1913.